# ザハラー・ネエマティー
- ザハラー・ネエマティー
- ザハラ・ネマティ
- ザーラ・ネマティ

ザハラー・ネエマティー (ペルシア語: زهرا نعمتی, Zahra Nemati, 1985年4月30日生) は、イランのアーチェリー選手、パラリンピアン、オリンピアン。18歳までテコンドーをやっていたが、2003年のバム地震で脊髄を損傷する怪我を負った。2012年夏のパラリンピック大会（ロンドン）では、個人、団体でそれぞれ金、銅の2つのメダルを獲得した。2016年夏のパラリンピック大会（リオデジャネイロ）でも、個人、団体でそれぞれ金、銀の2つのメダルを獲得した。

## アーチェリーを始めるまで

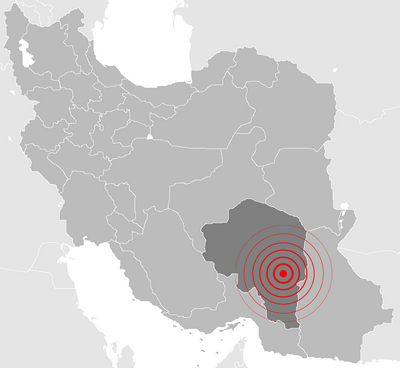
ケルマーン州の位置と2003年の地震の震央を示す図

ザハラー・ネエマティーは、イラン暦1364年オルディーベヘシュト月10日（1985年4月30日）、イラン・イスラム共和国ケルマーン州に生まれた。18歳の時に交通事故に遭い、両足に麻痺が残った。ネエマティーは怪我をする前、テコンドーをやっており、国際大会出場レベルの黒帯であった。2006年、21歳のときにアーチェリーの弓を手に取り、6ヵ月後の国内選手権大会でハンディキャップなしのアスリートと同じ条件で競技を行い、3位入賞した。パラリンピック・ルールにおけるパラ＝アーチェリー競技において、ネエマティーの障碍は、W2 classification に分類される。

## ロンドン・パラリンピック

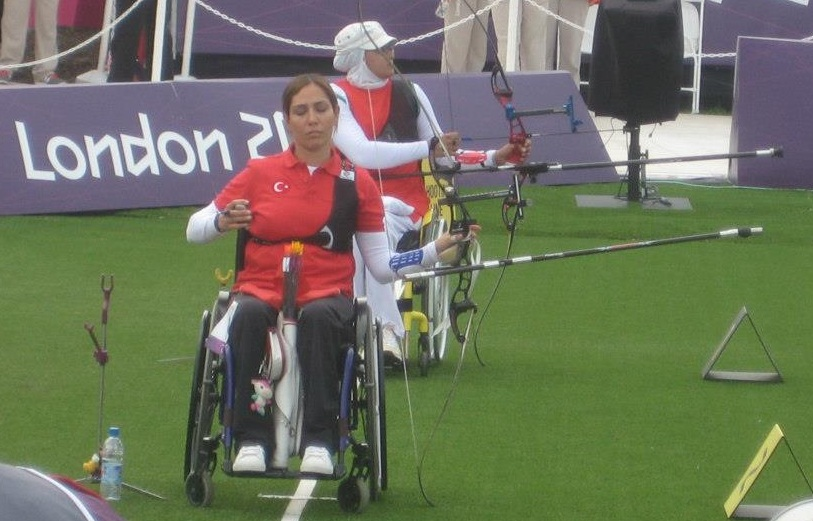
2012年ロンドンオリンピックにて。手前にトルコのギリシメン、奥にネエマティー。

ザハラー・ネエマティーは、2012年にイギリスのロンドンで開催されたパラリンピック大会におけるパラ＝アーチェリー競技のイラン代表選手に選出され、2つのメダルを手にした。これによりネエマティーは、イラン人女性初の金メダルを同国にもたらすことになった（オリンピックとパラリンピックを通算しても女性の金メダルは初。）。
リカーヴ・ボウ女子、W1/W2 競技において、ネエマティーはランキング・ラウンドをスコア 613点で1位通過し、決勝トーナメント1回戦を不戦勝で通過した。16強が挑む2回戦でネエマティーは、イタリアのマリアンジェラ・ペルナ（Mariangela Perna）と対戦し、6–0 でこれを破った。準々決勝ではトルコのギゼム・ギリシメンと対戦し、6–0 で勝った。準決勝ではイタリアのヴェロニカ・フロレノ（Veronica Floreno）と対戦し、6–0 で勝った。決勝ではイタリアのエリサベッタ・ミイノ（Elisabetta Mijno）と対戦、7–3 のスコアで勝利した。ネエマティーは、受け取った金メダルを「この成果が得られるように祈ってくれた人、全員に捧げる」とした。
ネエマティーは、ラージエ・シールモハンマディー（Razieh Shir Mohammadi）、ザハラー・ジャヴァーンマルド（Zahra Javanmard）と共にイラン代表チームとしてリカーヴ・ボウ女子団体戦に挑み、ランキング・ラウンドを1646点で2位通過、準々決勝でチェコ代表チームと対戦した。イラン代表チームはチェコに勝ったものの、準決勝戦で韓国代表チームに敗れた。スコアは 192-186 であった。その後、3位決定戦でイタリア代表チームに 188–184 で勝ち、銅メダルを獲得した。

## リオデジャネイロ・オリンピック及びパラリンピック

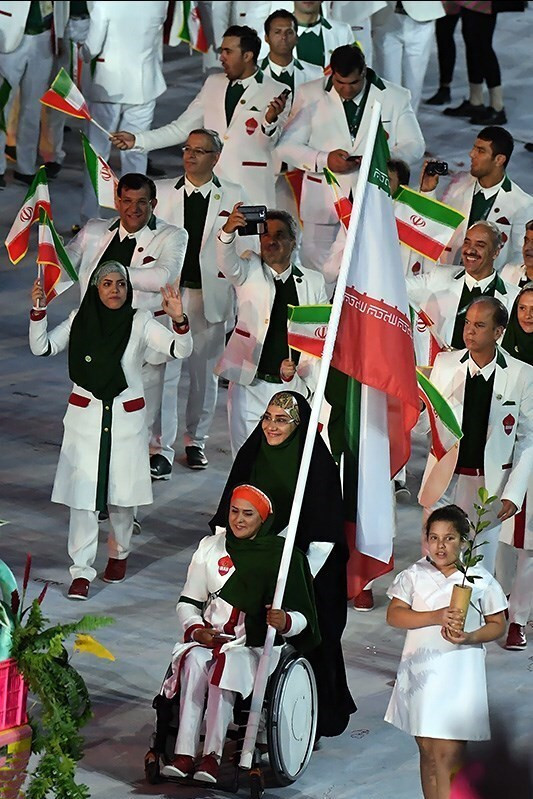
2016年の夏季オリンピック・パラリンピック大会開会式において、旗手を務めるネエマティー

2013年には、国際スポーツ組織スポーツアコード（のちのGAISF）が、スピリット・オブ・スポート賞（個人）をネエマティーに授与した。前年のオリンピックをはじめとしたネエマティーの活躍により、彼女はイラン社会におけるロールモデルとなり、障碍を持つ人々への認識も変わったとされる。ネエマティー自身は、この受賞について、「私と私の母国にとって大変な名誉です。この賞をいただいて、私はイラン女性としてだけでなく、全世界のパラリンピアンを代表する一人として、うれしく思います」と述べた。
2013年にタイ王国のバンコクで開かれたパラ＝アーチェリー世界選手権大会において、ネエマティーは、女子リカーヴ・ボウ個人、W2 クラスに出場し、優勝した（金メダル）。女子団体にも出場、銅メダルを得た。
2015年にネエマティーは、タイ王国のバンコクで開催されたアーチェリー・アジア選手権大会における女子リカーヴ・ボウで2位になり、翌年のオリンピックへの出場権を得た。その直後、同じ場所で開催されたパラ＝アーチェリー・アジア選手権大会において優勝し、同じく翌年のパラリンピックへの出場権を得た。同じ年のオリンピックとパラリンピックの両方に出場するのは、イタリアのパオラ・ファンタートによる1996年のアトランタオリンピック出場以来のことである（ファンタート選手も競技はアーチェリー）。また、ネエマティーは、オリンピック及びパラリンピックへの出場を決めたことで、リオデジャネイロで行われる開会式において、イラン代表選手団入場の際の旗手を務める選手に選ばれた。イランのパラリンピック委員会は、ネエマティーの両大会出場が、障碍は個人を限定するものではないという、他のオリンピアンや世界の人々に向けたメッセージになることを望むとコメントした。
2016年夏季オリンピック競技大会においては、アーチェリー女子個人に出場し、ランキング・ラウンドをスコア 609点、49位で通過した。続くトーナメントでは、ラウンド32 でロシアのインナ・ステパノワと対戦し、敗れた。33位であった。同パラリンピック競技大会においては、個人で金メダル、団体で銀メダルを獲得した。
2017年に中国北京で行われたパラ＝アーチェリー世界選手権大会においては、世界40箇国から集まった245人の選手と競い、優勝した。国際オリンピック・パラリンピック競技連盟は、2017年9月の最優秀選手、5人の中の1人にネエマティーを選出した。